# Uduvere
Uduvere is een plaats in de Estlandse gemeente Saaremaa, provincie Saaremaa. De plaats heeft de status van dorp (Estisch: küla) en telt 35 inwoners (2021).
Tot in december 2014 behoorde Uduvere tot de gemeente Kaarma, tot in oktober 2017 tot de gemeente Lääne-Saare en sindsdien tot de fusiegemeente Saaremaa.

## Geschiedenis
Uduvere werd voor het eerst genoemd in 1453 onder de naam Udrover als nederzetting op het landgoed van Kaarma-Suuremõisa (Duits: Karmel-Großenhof). Later lag de plaats op het landgoed van Randvere (Duits: Randefer) en in de 18e eeuw was Uduvere even een zelfstandig landgoed.
In 1977 werden Kaarma, Uduvere en een deel van Väljaküla samengevoegd. In 1997 werden Kaarma en Uduvere weer aparte dorpen.